# Karp (województwo podlaskie)
Karp – wieś w Polsce położona w województwie podlaskim, w powiecie bielskim, w gminie Rudka. Leży nad rzeką Nurzec.
W latach 1975–1998 miejscowość administracyjnie należała do województwa białostockiego.
W 2011 roku wieś zamieszkiwało 70 osób.
Wierni kościoła rzymskokatolickiego należą do parafii Trójcy Przenajświętszej w Rudce.